# Flexicrurum
Flexicrurum is een geslacht van spinnen uit de  familie van de Psilodercidae.

## Soorten
- Flexicrurum flexicrurum Tong & Li, 2007
- Flexicrurum longispina Tong & Li, 2007
- Flexicrurum minutum Tong & Li, 2007